# 中津川市立苗木小学校瀬戸分校
中津川市立苗木小学校瀬戸分校 （なかつがわしりつ なえぎしょうがっこう　せとぶんこう）は、かつて岐阜県中津川市に存在した公立小学校の分校。

## 概要
- 苗木小学校の分校であり、校区は中津川市瀬戸であった。中津川市の校区再編により、1974年、落合小学校に統合され、廃校。

## 沿革
- 1872年（明治5年） - 瀬戸村に報国学校が開校。中平神社[注釈 2]を仮校舎とする。
- 1875年（明治8年） - 瀬戸村字真地平[注釈 3]に上地学校が開校。天王院[注釈 4]を仮校舎とする。
- 1877年（明治10年）6月 - 報国学校が日新学校瀬戸分校となる。
- 1884年（明治17年） - 上地学校が日新学校に統合され、廃校。
- 1886年（明治19年） - 日新学校瀬戸分校が独立し、瀬戸簡易科小学校となる。
- 1890年（明治23年）7月1日 - 苗木村と瀬戸村が合併し、苗木村が発足。
- 1891年（明治24年）10月24日 - 町制施行し、苗木町となる。
- 1893年（明治26年） - 瀬戸尋常小学校となる。
- 1895年（明治28年） - 補習科を設置。
- 1897年（明治30年）12月 - 補習科を廃止。
- 1903年（明治36年）7月 - 農業補習学校を併設。
- 1916年（大正5年）3月 - 裁縫科を設置。
- 1941年（昭和16年）4月1日 - 瀬戸国民学校に改称する。
- 1942年（昭和17年）11月 - 苗木国民学校に統合される。苗木国民学校瀬戸分教場となる。初等科1～3年が通学し、4～6年は落合村の落合国民学校に委託する。
- 1947年（昭和22年）
  - 4月1日 - 苗木町立苗木小学校瀬戸分校に改称する。
  - 5月 - 4～6年の落合村の落合小学校への委託を解除。1～6年が瀬戸分校に通学する。
- 1951年（昭和26年）4月1日 - 中津町と苗木町が合併し中津川町が発足。同時に中津川町立苗木小学校瀬戸分校に改称する。
- 1952年（昭和27年）4月1日 - 中津川町が市制施行、中津川市となる。同時に中津川市立苗木小学校瀬戸分校に改称する。
- 1974年（昭和49年）3月 - 中津川市立落合小学校に統合され廃校。